# Universidad Wesleyana de Ohio
La Universidad Wesleyana de Ohio (Ohio Wesleyan University) está localizada en la localidad de Delaware, en el estado de Ohio, Estados Unidos.
Es una entidad privada e independiente con alumnado mixto, que imparte programas de Grado en artes. Es miembro de la Asociación de Universidades de los Grandes Lagos, el Grupo Obelin y las Cinco universidades de Ohio, un consorcio de instituciones formadas por la Universidad de Kenyon, Universidad de Oberlin, Universidad de Wooster y la Universidad de Denison.
La Wesleyana fue fundada en 1842 por Adam Poe y Charles Elliott dirigentes de la Iglesia Metodista de la calle Williams. Cuando los ciudadanos de Delaware convinieron en la necesidad de establecer una universidad "del tipo superior", el pastor Adam Poe animó a sus conciudadanos a comprar el hotel Mansion House, que se había puesto en venta durante aquel mismo año. 172 ciudadanos reunieron 10 000 dólares y la compraron.